# Neumichtis archephanes
Neumichtis archephanes är en fjärilsart som beskrevs av Turner 1920. Neumichtis archephanes ingår i släktet Neumichtis och familjen nattflyn. Inga underarter finns listade i Catalogue of Life.

## Bildgalleri

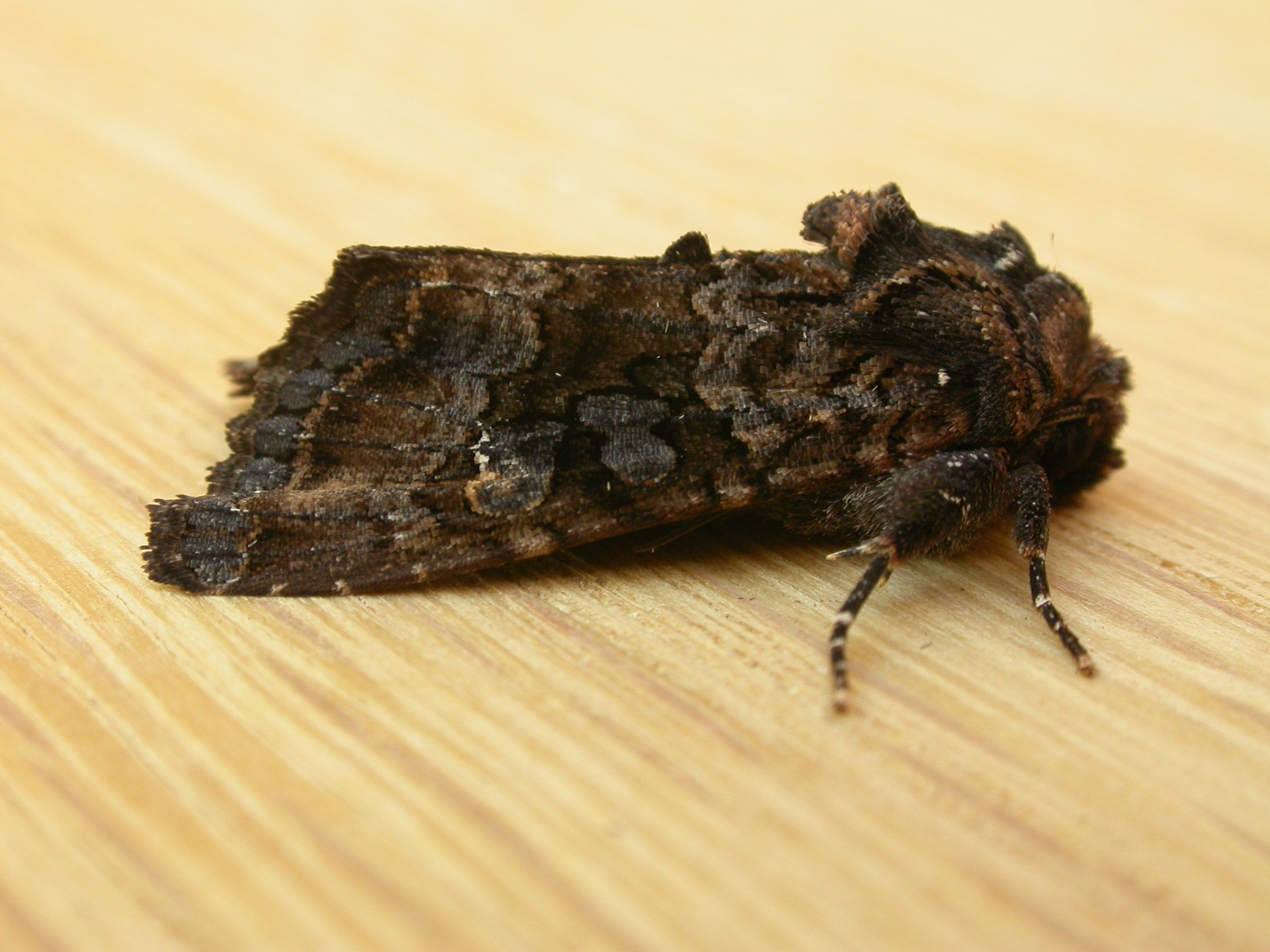